# كيرن بروكس
كيرن بروكس (بالإنجليزية: Kieran Brookes)‏ هو لاعب اتحاد الرغبي بريطاني، ولد في 29 أغسطس 1990 في ستوك أون ترينت في المملكة المتحدة.

## وصلات خارجية
- كيرن بروكس على موقع دوري الرغبي الممتاز (الإنجليزية)
- كيرن بروكس عل موقع إسبنسكروم (الإنجليزية)
- كيرن بروكس على موقع ItsRugby.co.uk (الإنجليزية)